# Призрачният крал
Призрачният крал (на английски: The Ghost King) е роман от поредицата на фентъзи-писателя Дейвид Гемел „Камъните на силата“. Книгата предшества романа „Последният меч на силата“, а действието се развива преди това в останалите романи от цикъла. Жанрът на произведението е историческо фентъзи. При изграждането на историята, описана в книгата са използвани както реални исторически събития така и легенди от митологията.
 Внимание:  Текстът по-долу разкрива сюжета на произведението (или части от него)!
Действието в книгата започва с описание на момчето Туро, на което му предстои да стане велик владетел на Британия. Неговия баща – краля бива убит и враговете на краля се опитват да убият и Туро, който е единствен наследник на трона. В неговите приключения му помага един от най-великите войни, безсмъртният магьосник Кулаин лах Фера, дължащ способностите си на чудодейните свойства на Сипстраси – Камъните на Силата. Туро е принуден да се изправи срещу злата Кралица – Вещица (бивша съпруга на Кулаин, търсеща отмъщение), и да я победи.